# العلاقات الهندوسية الإسلامية

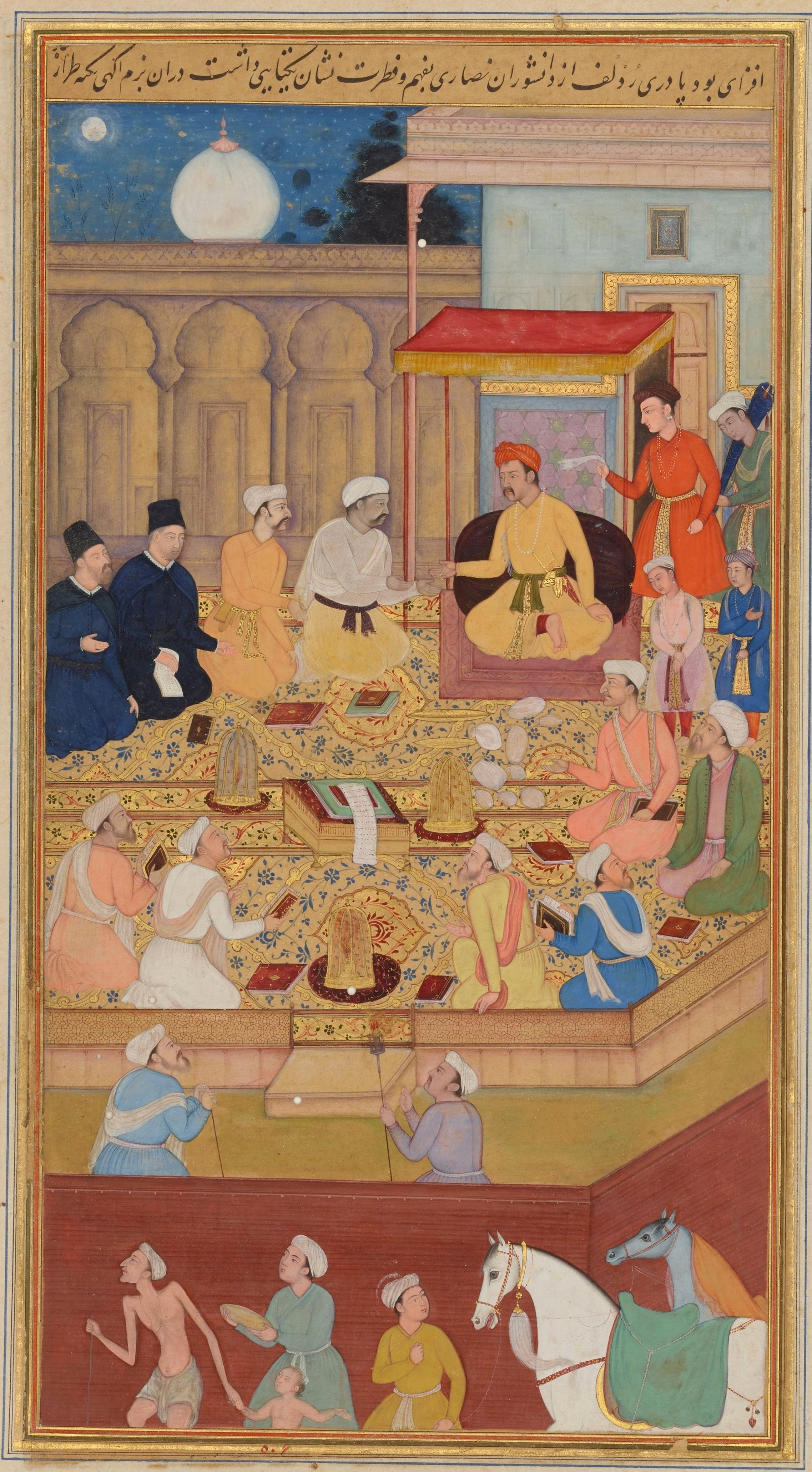

الهندوسية نمط حياة عند الهندوس في الهند، ومهجرهم، وبعض المناطق الأخرى التي كان لها تأثير هندوسي في العصور القديمة والعصور الوسطى. الإسلام دين توحيدي، والمعبود فيه هو الله، والنبي الأخير هو محمّد، ويؤمن المسلمون أنه جاء بالكتاب المقدس، القرآن. تتشارك الهندوسية مصطلحات شائعة مع الديانات الدرامية، بما فيها البوذية، والجاينية، والسيخية. يتشارك الإسلام مصطلحات شائعة مع الديانات الإبراهيمية –تلك التي تدّعي نسبها لإبراهيم– وهي من الأقدم إلى الأحدث: اليهودية، والمسيحية، والإسلام، والبهائية.
القرآن والأحاديث هي النصوص الإسلامية الأساسية. النصوص المقدسة للهندوسية هي شروتيس (الفيدات الأربعة، التي تتألف من الترانيم الفيدية الأصلية أو سامهيتاس، وثلاث مستويات من شروحات سامهيتاس وهي البراهمانات، والأرانياكاس، والأبانيشاد) وتعتبر وحيًا إلهيًا صادقًا وموثوقًا به. تعتمد الهندوسية أيضًا على السمريتيات، بما في ذلك الرامايانا، والبهاغافاد غيتا، والبورانا، وتعتبر كلها بنفس القدسية.
يتشارك الإسلام والهندوسية بعض ممارسات الطقوس، مثل الصيام، والحج، لكنهما يختلفان في وجهات نظرهما حول الردة، وازدراء الأديان، والختان، وزواج الأقارب، وصنع الوثن، والهينوثية، والطبقات الاجتماعية، والنباتية، والأهيمسا كفضيلة.
شهد تفاعلهم التاريخي منذ القرن السابع فترات من التعاون والتوفيقية، وكذلك فترات من العنف الديني. استوعب الإسلام ثقافات الهندوس المحلية على مدى 13 قرناً، بسبب العدد الهائل من السكان الهندوس في الهند. ظلت الحدود بين الإسلام والهندوسية مرنة حتى حكم الاستعمار البريطاني.

## مقارنة بين الإسلام والهندوسية

### لاهوت ومفهوم الإله
الإسلام هو نظام فكري يؤمن بوحدانية مطلقة، تسمى التوحيد. يتعين على المسلمين أن يؤكدوا يومياً، في الشهادة، أن «لا إله إلا الله، ومحمد رسول الله»، كأحد أركان الإسلام الخمسة.
الهندوسية هي نظام فكري يؤمن بالتقاليد المتنوعة. أحد التفسيرات الشائعة في الأبانيشاد، هو تقليد أدفايتا فيدانتا، وهي أحادية مطلقة. يجد المرء الحقيقة عند إدراك طبيعته الحقيقية، أو روحه أو ذاته النقية (أتمان). يدرك الشخص أن نفسه الداخلية (أتمان) هي براهمان (الحقيقة المطلقة)، إذا ما كان متخلصا من الجهل. يكون الشخص جاهلا عادة، حتى يدرك هذه الحقيقة، وبالتالي يعتقد أن كل شيء حوله حقيقي وينغمس فيه، بينما هو ليس كذلك في الواقع، وإنما وهم (مايا).
يعتبر كل من البراهمان المطلق والنقي، والأتمان المطلق والنقي، من نفس المدرسة الفكرية. عندما يركز الشخص بشكل فريد على الأنا، وينغمس في التحقق الذاتي، ودراسة النصوص، والكمال الأخلاقي، والجنانا، يدرك البراهمان ولا يعتمد على المادة.

### الكتب المقدسة والرسل
النصوص المقدسة في الإسلام، هي القرآن والأحاديث. يؤمن المسلمون أن محمد كان الرسول الأخير، وأن القرآن كان الوحي الأخير من الله إلى آخر نبي. تحتوي الأحاديث على السنة، أو تقارير عن حياة محمد، وأقواله، وأفعاله، وأمثال عن لسانه. يعتبر كل من القرآن والأحاديث في الإسلام مصدر الشريعة الإسلامية.
لا يوجد في الهندوسية نظام كنسي تقليدي، ولا سلطات دينية مركزية، ولا هيئة حاكمة، ولا أنبياء، ولا كتاب مقدس ملزم. ترد المعرفة الروحية للهندوسية في نصوص تسمى شروتي «ما يُسمع» وسمريتي «ما يُتذكّر». تناقش هذه النصوص اللاهوت، والأساطير، والطقوس، وطقوس العبور، والفلسفة، ومواضيع أخرى. تشمل النصوص المقدسة الرئيسية في الهندوسية الفيدات، والأبانيشاد (كلاهما شروتي)، والملاحم، البورانا، والدارماشاسترا، والأغاماس (كلها سمريتي).

### أوجه الشبه
يدخل المرء بعد الموت الفردوس (الجنة) أو الجحيم (جهنم)، وفقا للإسلام، وذلك حسب أفعالهم. يؤمن الهندوس- على عكس المسلمين- بدورة تناسخ الأرواح. يمكن العثور على مفهوم العوالم العليا والدنيا في الهندوسية، على الرغم من كون العوالم أماكن مؤقتة.
كلاهما ملزمان بمحاربة العفاريت (الشيطان/أسورا)، الذين هم في حرب مستمرة ضد الإنسان والإله. الأسورا جزء من الأساطير الهندوسية، بالإضافة إلى ديفا، وياكشا، وراكشا. توجد الأسورا في واحدة من العديد من النظريات الكونية في الهندوسية. يعتبر أسورا أحيانًا روحا طبيعية، وهو في قتال مستمر مع ديفا.
على الرغم من أن التوحيد الإسلامي الصارم، يدين ممارسات تعدد الآلهة الهندوسية، إلا أن هناك أوجه شبه في مفهوم الإله والعالم. يؤمن كلاهما بوجود قوة عليا كلية، هو إما براهمان أو الله. يعتبر براهمان مفهومًا ميتافيزيقيًا، وهو الاتحاد الوحيد الملزم، وراء التنوع في كل ما هو موجود في الكون، في حين أن الله هو الكلمة العربية للإله في الديانات الإبراهيمية. وقد استوعبته التقاليد المحلية، وأصبح المفهوم الإسلامي للإله، مشابهًا لمفهوم الواقع النهائي، الذي يعبر عن نفسه من خلال أسماء مختلفة مثل الخالق، والمعيل، والمدمر. يعتبر المفهوم الصوفي لوحدة الوجود قريبًا من وجهة النظر العالمية التي أكد عليها أدفايتا فيدانتا. يعتقد بعض الباحثين المسلمين أن العوالم التي خلقها الله ستهلك، وتخلق من جديد، وهي تشبه المفهوم الهندوسي للعملية اللانهائية من توليد الأجيال وفنائها.
تتضمن كلتا الديانتين فريضة الحج، الحج إلى مكة في الإسلام، وكومبه ميلا وتيرثا ياترا في الهندوسية.  يقوم المسلمون بسبع جولات حول الكعبة أثناء الحج، وهو ما يسمى بالطواف. يقوم الهندوس أيضًا بجولة واحدة، أو أكثر حول مركز(غاربغريا) معبد (واحد إلى واحد وعشرون)، والذي يطلق عليه باريكرما (المعروف في اللغة السنسكريتية باسم براداكسينا). يدعى كل منهما الطواف بصورة مشتركة.
يعتقد بعض أفراد الطائفة الأحمدية، أن الصورة الرمزية الهندوسية لكالكي، هي نبي المسلمين محمد، إذ جادل بعض الباحثين المسلمين، وقليل من الباحثين الهندوس، أن كالكي مذكور كإشارة إلى محمد في بعض الكتب المقدسة الهندوسية، لكن تجاهل معظم العلماء الهندوس ذلك، على نطاق واسع كنظرية زائفة، مدعين أنه من المفترض أن يصل كالكي في نهاية كالي يوغا، وليس في البداية.

### الاختلافات

#### الردة
تعتبر الردة، وهي حالة في الإسلام يترك فيها المسلم دينه، أو يكفر به، هي جريمة دينية بحسب بعض المدارس الإسلامية. تسمح الهندوسية بحرية الوجدان، إذ يمكن للهندوسي أن يصبح ملحدا، أو أن يغير معتقداته عندما يريد ذلك.
تنص كلتا الديانتين على أنه لا إكراه في الدين، على الرغم من مطالبة علماء المسلمين بالعقاب، لترك الإسلام.

## أنظر أيضا
- فصول في أديان الهند الهندوسية والبوذية والجينية والسيخية وعلاقة التصوف بها
- كالكي أفتار ومحمد (كتاب)